# 热流
熱流（英語：heat current），為單位时间內通過特定面积的热能，其在国际单位制下的單位為{\displaystyle W/s}。

## 符號
符號上習慣使用{\displaystyle I}或{\displaystyle i}代表熱流，與电流的符號使用相同。

## 熱傳導下的定義
热传导時，熱流被定義為
{\displaystyle i={\frac {q}{t}}}
其中的{\displaystyle q}為熱能，{\displaystyle t}為時間。
同時，根據傅立葉定律也可以得知：
{\displaystyle i=\kappa A{\frac {\Delta T}{\ell }}}
其中{\displaystyle \kappa }是熱導率，{\displaystyle A}是接觸面積，{\displaystyle \Delta }是兩端的溫差，{\displaystyle \ell }為穿過的物體厚度。

## 熱輻射下的定義
熱輻射時，熱流被定義為
{\displaystyle i=\sigma AT^{4}}
其中的{\displaystyle \sigma }是史蒂芬-波茲曼常數，{\displaystyle A}為接觸面積，{\displaystyle T}為溫度。

## 參閱
- 熱導率
- 熱阻
- 熱通量
- 熱容量